# Karl Mayer-Eymar
Karl David Mayer-Eymar (Eymar es un anagrama del nombre Mayer) (Marsella, 29 de julio de 1826-Zúrich, 27 de febrero de 1907) fue un geólogo y paleontólogo franco-[Suiza|suizo]]. Es conocido por su trabajo sobre la estratigrafía del Terciario (parte del actual Cenozoico) en 12 pisos. Fue profesor de paleontología en la Universidad de Zúrich (1866-96) y profesor honorario de la Escuela Politécnica Federal de Zúrich (Eidgenössische Polytechnische Schule) entre 1875 y 1906.

## Estudios realizados
Se le debe la descripción de los pisos Bartoniense (nombre del Eoceno en 1857), Helvetiense, Tortoniense, Messiniense (nombre del Mioceno en 1857) y Piacenziense (nombre del Plioceno en 1857).

## Obras
Lista sistemática de los fósiles de Madeira, Porto Santo y Santa María (Zúrich 1864), Relación de los sistemas de Helvecia (Zúrich 1873), Lista de los sistemas parsienses (Berna y Zúrich 1877), Tablas cronológicas de los terrenos jurásicos (Berna y Zúrich 1870), Tablas de los terrenos cretácicos (1872) y clasificación de las formaciones sedimentarias (1874).